# 7265 Edithmüller
7265 Edithmüller là một tiểu hành tinh vành đai chính với chu kỳ quỹ đạo là 1391.9626991 ngày (3.81 năm).
Nó được phát hiện ngày 30 tháng 9 năm 1973.